# 露の紫
露の紫（つゆの むらさき、1974年4月6日 - ）は、日本の上方噺家。本名は矢野ゆかり。露の都事務所、クリエイティブワンズ所属。上方落語協会会員。愛媛県今治市出身。

## 来歴
姫路学院女子短期大学児童教育科卒業。落語家になる前は司会の仕事をしていた（番組で共演していた山本量子と組んで「M-1グランプリ」に出場したこともある）。
2008年4月繁昌亭落語家入門講座に参加。2008年9月、第1回ちりとてちん杯全国女性落語大会に「天神亭ゆーかり」の芸名で出場、優勝する。
2008年10月23日に露の都に入門。入門講座・ちりとてちん杯出身第一号のプロ落語家である。
2013年10月平成25年度NHK新人演芸大賞「落語部門」決勝進出。最高得点を獲得も同点決勝で2位となる。2022年NHK新人落語大賞決勝進出。
2018年入門10年を迎え、故郷愛媛県今治、東京、大阪で初の独演会「三都噺旅」を開催。

## 受賞歴
- 2008年　第1回ちりとてちん杯全国女性落語大会 優勝（天神亭ゆーかりとして）
- 2014年　第9回繁昌亭大賞 輝き賞
- 2019年　島之内若手落語家チャンピオンシップ 初代チャンピオン[2]
- 2024年　第19回繁昌亭大賞 繁昌亭奨励賞[3]

## 出演番組
- 新!呼吸ぶるるるぶびわこ（びわ湖放送）リポーター
- 茶屋町MBS劇場（MBSラジオ、2016年12月10日放送分「茶屋町柏木亭」にゲスト出演）
- ラジオ演芸もん（ABCラジオ、2018年12月16日・23日放送分）
- PAOON!（BAN-BANラジオ）パーソナリティ
- OBCグッドアフタヌーン!金曜お昼は、めっちゃ方正!（ラジオ大阪)